# Батпактинський сільський округ
Батпакти́нський сільський округ (каз. Батпақты ауылдық округі, рос. Батпактинский сельский округ) — адміністративна одиниця у складі Осакаровського району Карагандинської області Казахстану. Адміністративний центр — село Батпакти.
Населення — 1628 осіб (2021; 1939 у 2009, 2904 у 1999, 3644 у 1989).
Станом на 1989 рік існувала Батпактінська сільська рада (села Батпактінське, Кіндратьєвка, Красний Кут, Крестовка, Новий Кронштадт, селище Роз'їзд № 49).

## Склад
До складу округу входять такі населені пункти:
| Населений пункт              | Населення, осіб (1989) | Населення, осіб (1999) | Населення, осіб (2009) | Населення, осіб (2021) |
| ---------------------------- | ---------------------- | ---------------------- | ---------------------- | ---------------------- |
| Акпан, село                  | 624                    | 468                    | 272                    | 212                    |
| Батпакти, село               | 1650                   | 1399                   | 1000                   | 907                    |
| Кіндратьєвка, село           | 9                      | -                      | -                      | -                      |
| Ошаганди, село               | 625                    | 493                    | 394                    | 341                    |
| Роз'їзд 49, станційне селище | 21                     | -                      | -                      | -                      |
| Сариозен, село               | 715                    | 544                    | 273                    | 168                    |